# François Hoën
François Xavier Hoën (Franz Xaver Hoën) (né le 15 mars 1864 à Grosbliederstroff et mort le 9 novembre 1935) est un homme politique lorrain. Il fut député au Reichstag allemand de 1907 à 1912 et membre du Landtag d'Alsace-Lorraine de 1911 à 1918.

## Biographie
François Xavier Hoën naît à Grosbliederstroff, dans le département de la Moselle, le 15 mars 1864. Après la défaite française de 1871, la partie plattophone de la Lorraine ainsi que Metz et l'arrondissement de Château-Salins sont annexés au nouvel Empire allemand. La vie reprend doucement son cours et les affaires reprennent. Après des études à l'école communale de Grosbliederstroff et au lycée de Sarreguemines, François Hoën devient minotier pour remplacer son père à Faulquemont. 
Très actif, François Hoën mène une vie associative riche. Il est élu au conseil municipal de Grosbliederstroff dès 1894. Dans le paysage politique régional, on assiste à l’implantation progressive des partis politiques de type allemand, corrélativement à l’émergence d’une politique régionale propre au Reichsland et à ses enjeux. Ces nouveaux enjeux le poussent à se présenter aux élections du Reichstag. Il est élu en 1907 sur la 12e circonscription de Forbach et de Sarreguemines (Wahlkreis Reichsland Elsaß-Lothringen 12 Saargemünd, Forbach).
En 1911, il se présente aux élections du Landtag d'Alsace-Lorraine. Il est élu sur la circonscription de Sarreguemines, sous l'étiquette Zentrum. Opposé aux socialistes du SPD, et aux libéraux du Elsässische Fortschrittspartei, Franz Xaver Hoën défend au Landtag une politique plutôt modérée jusqu'à la chute de la monarchie et le retour de la Lorraine Allemande à la France. 
François Xavier Hoën décéde le 9 novembre 1935 à Grosbliederstroff en Lorraine.

## Mandats électifs
- janvier 1907 - janvier 1912 : Reichstag - Circonscription Sarreguemines-Forbach-  Elsaß-Lothringische Zentrumspartei (ELZ).
- octobre 1911 - novembre 1918 : Landtag d'Alsace-Lorraine - Circonscription de Sarreguemines - Zentrum.

## Sources
- Franz Hoen sur Datenbank der deutschen Parlamentsabgeordneten.
- Franz Hoen sur biosop.zhsf.uni-koeln.de.